# Taperera
La taperera (Capparis spinosa L.) és una espècie de planta de la família de les caparàcies. Aquesta planta produeix la tàpera, una poncella comestible.

## Distribució i hàbitat
És una planta originària de la regió mediterrània, especialment en les àrees més càlides i seques. Es troba en estat silvestre o conreat. La taperera silvestre creix normalment en llocs rocosos i a la vora dels murs de pedra seca.
És (o era) un conreu típic de Mallorca, però la collita manual continuada (la florida és esglaonada) el fa actualment un conreu antieconòmic en aquesta illa. A Menorca és molt típic, les tàperes locals són una mica més petites que les d'altres llocs i se solen conservar en vinagre. A Sardenya són també molt típiques i, tot i que també se'n poden trobar en vinagre, és més habitual conservar-les en salaó.

## Descripció

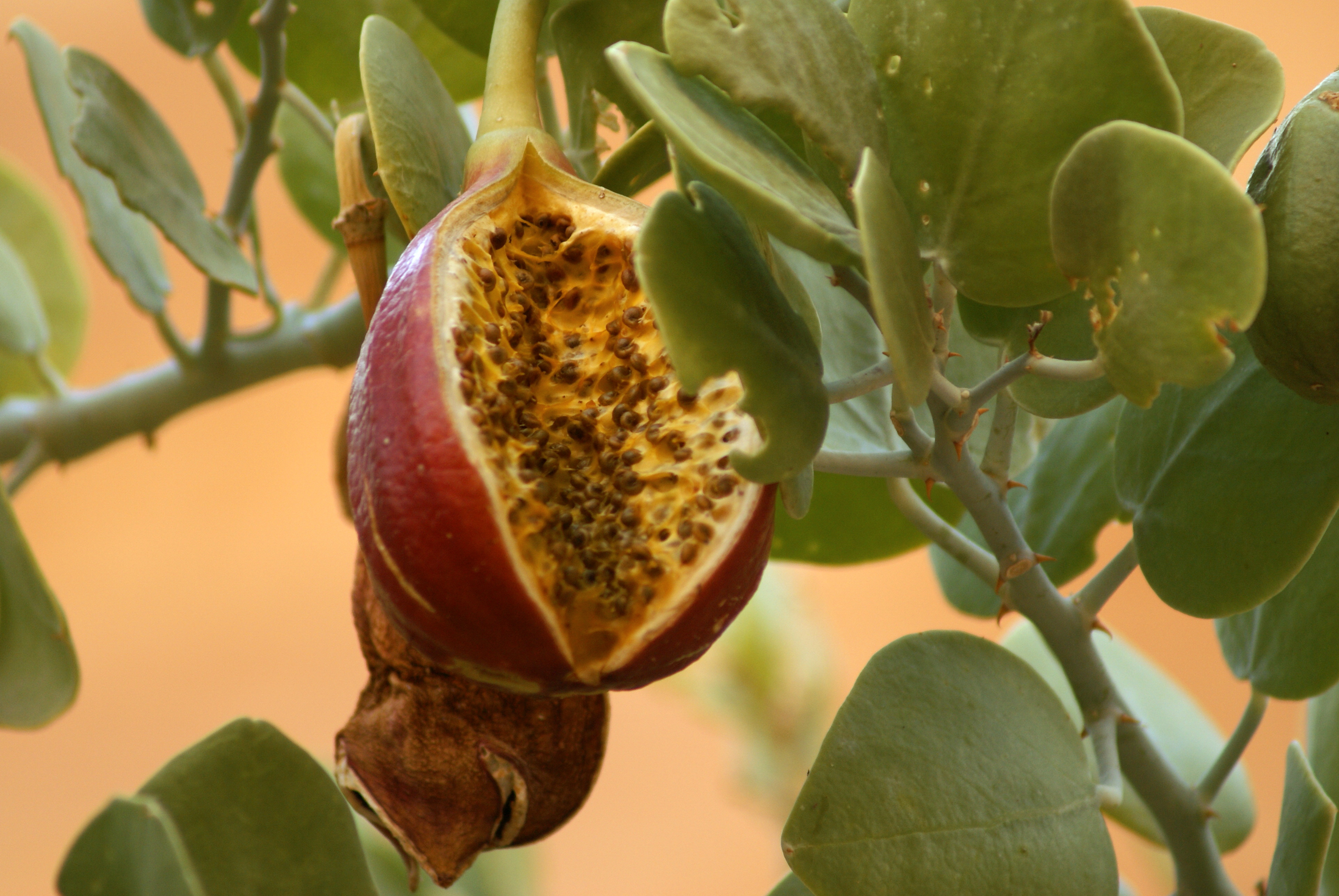
Taperó o taperot, fruit madur de la taperera.

És una mata espinosa en estat silvestre i sense espines (var. inermis) en la varietat conreada.
Les fulles són carnoses i les flors molt vistoses. Les poncelles de les flors abans d'obrir són les tàperes que s'aprofiten i es consumeixen després d'un període de maceració en vinagre i sal.
Els taperots, o fruits joves, obtinguts després de deixar que surti i maduri la flor, també tenen valor gastronòmic. Es cullen amb part de la tija que els unia a la planta, però no són tan apreciats com les tàperes.

## Gastronomia

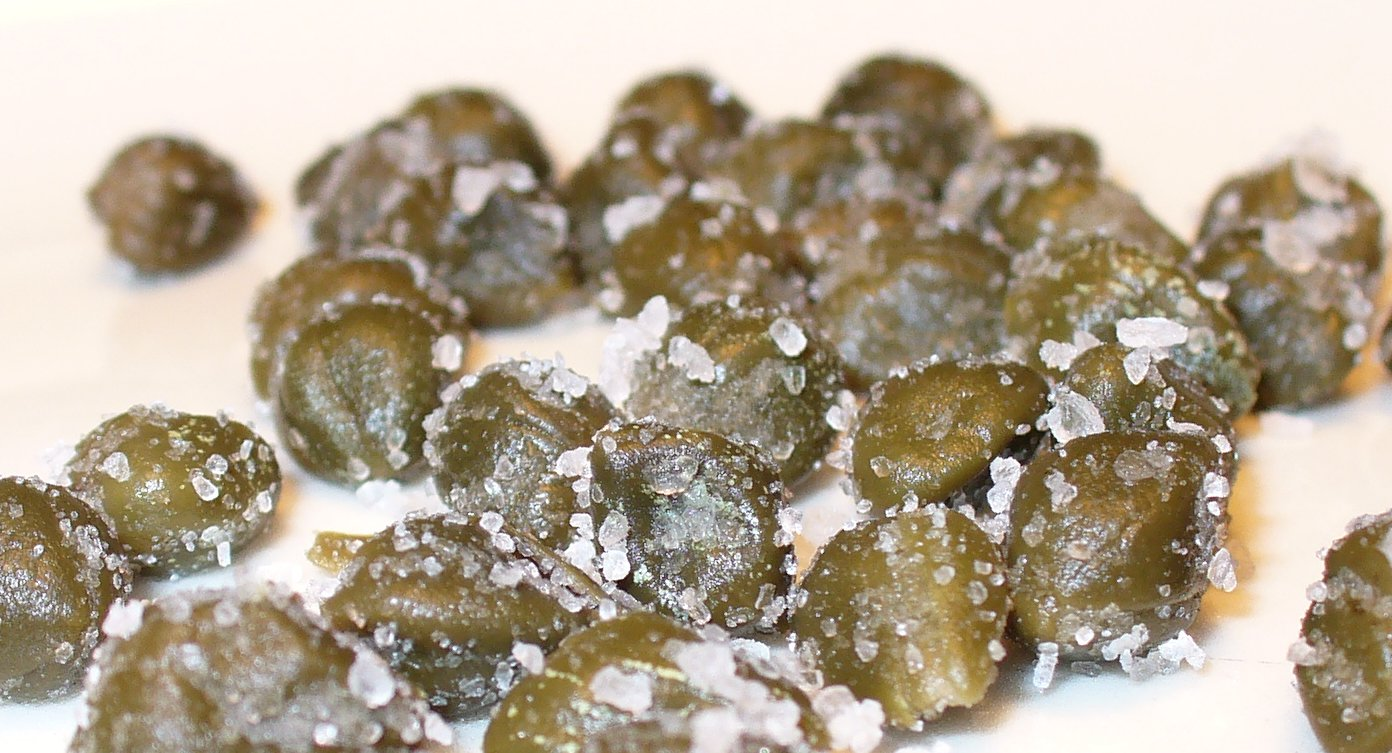
Tàperes salades

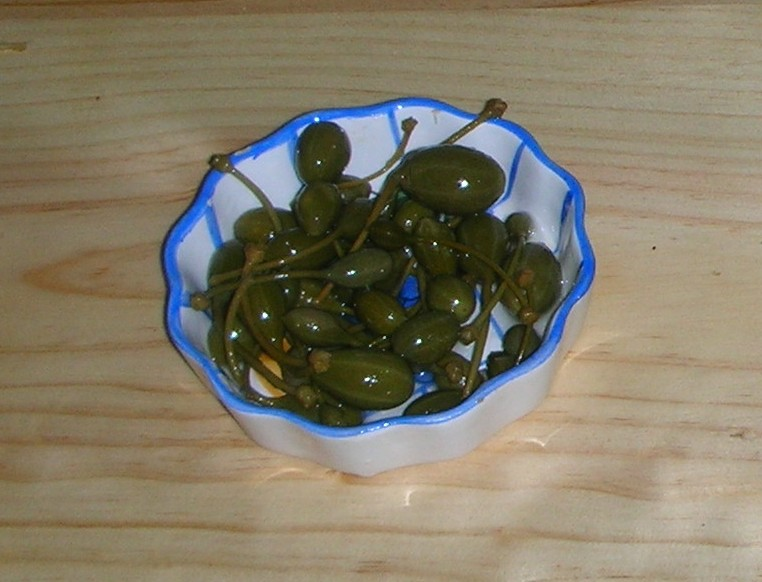
Taperots confitats

Les tàperes es conserven normalment amb sal o en salmorra (aigua i sal). També es poden conservar confitades en una solució de salmorra barrejada amb vinagre.
A la cuina mediterrània la tàpera es fa servir com a condiment i per adornar plats. A Catalunya i Balears les tàperes es troben en alguns plats a base de peix o verdures, en coques (a la coca de trempó, per exemple), en amanides, etc. També es poden fer servir a la cuina internacional, com a ingredient de la salsa tàrtara. A la cuina italiana les tàperes són un ingredient essencial d'algunes salses per la pasta, com la salsa puttanesca. També es fan servir com a condiment de la pizza. A la cuina occitana són l'ingredient indispensable de la tapenada, un mullador amb tàperes i anxoves.
A Grècia, no solament els fruits, sinó també les fulles de la taperera són molt apreciades. Es fan bullir i es conserven macerades amb salmorra en pots de vidre. Sovint per conservar les fulles s'aprofita el líquid en què prèviament s'havien conservat les tàperes. Els grecs fan servir les fulles de taperera com a condiment per amanides i plats de peix. Les fulles de taperera en conserva són difícils de trobar fora de Grècia. Les fulles de taperera s'utilitzen per a decorar alguns plats a les illes Balears.
Els caprons, taperons o taperots són els fruits joves, resultants de deixar madurar la tàpera, que es conserven en vinagre. Se serveixen a Grècia com a meze, mena de tapa local, i a Menorca a l'aperitiu o com a tapa. Poden servir per a preparar alguns plats.

## Altres usos
Les tapereres són plantes que s'ha vist que acullen molta fauna auxiliar, motiu pel qual es recomana afavorir-les en agricultura, especialment en els camps d'oliveres, ja que ajuden en la lluita contra la mosca de l'olivera.